# Colfax (Dakota du Nord)
Pour les articles homonymes, voir Colfax.
Colfax est une ville située dans le comté de Richland, dans l’État du Dakota du Nord, aux États-Unis. Lors du recensement de 2010, sa population s’élevait à 121 habitants.

## Histoire
Fondée en 1881, la ville de Colfax tient son nom du vice-président Schuyler Colfax.

## Démographie
| Groupe            | Colfax | Dakota du Nord | États-Unis |
| ----------------- | ------ | -------------- | ---------- |
| Blancs            | 88,3   | 90,0           | 72,4       |
| Autres            | 0      | 10,0           | 27,6       |
| Total             | 100    | 100            | 100        |
|                   |        |                |            |
| Latino-Américains | 0      | 2,0            | 16,7       |

Selon l'American Community Survey, pour la période 2011-2015, 100 % de la population âgée de plus de 5 ans déclare parler l'anglais à la maison.
| 1960 | 1970 | 1980 | 1990 | 2000 | 2010 |
| ---- | ---- | ---- | ---- | ---- | ---- |
| 98   | 70   | 101  | 80   | 91   | 121  |

## Source
- (en) Cet article est partiellement ou en totalité issu de l’article de Wikipédia en anglais intitulé « Colfax, North Dakota » (voir la liste des auteurs).

1. ↑  (en) « Colfax (Richland County) », sur www.webfamilytree.com (consulté le 10 mars 2018).
2. ↑  (en) « Population of North Dakota - Census 2010 and 2000 », sur censusviewer.com.
3. ↑  (en) « Colfax, ND Population - Census 2010 and 2000 », sur censusviewer.com.
4. ↑  (en) « Language spoken at home by ability to speak English for the population 5 years and over », sur factfinder.census.gov.
5. ↑  (en) « Statistiques des États-Unis - Dakota du nord - Profils des comtés de 2010 » (consulté en juin 2021)